# Sint-Pauluskerk (Brugge)

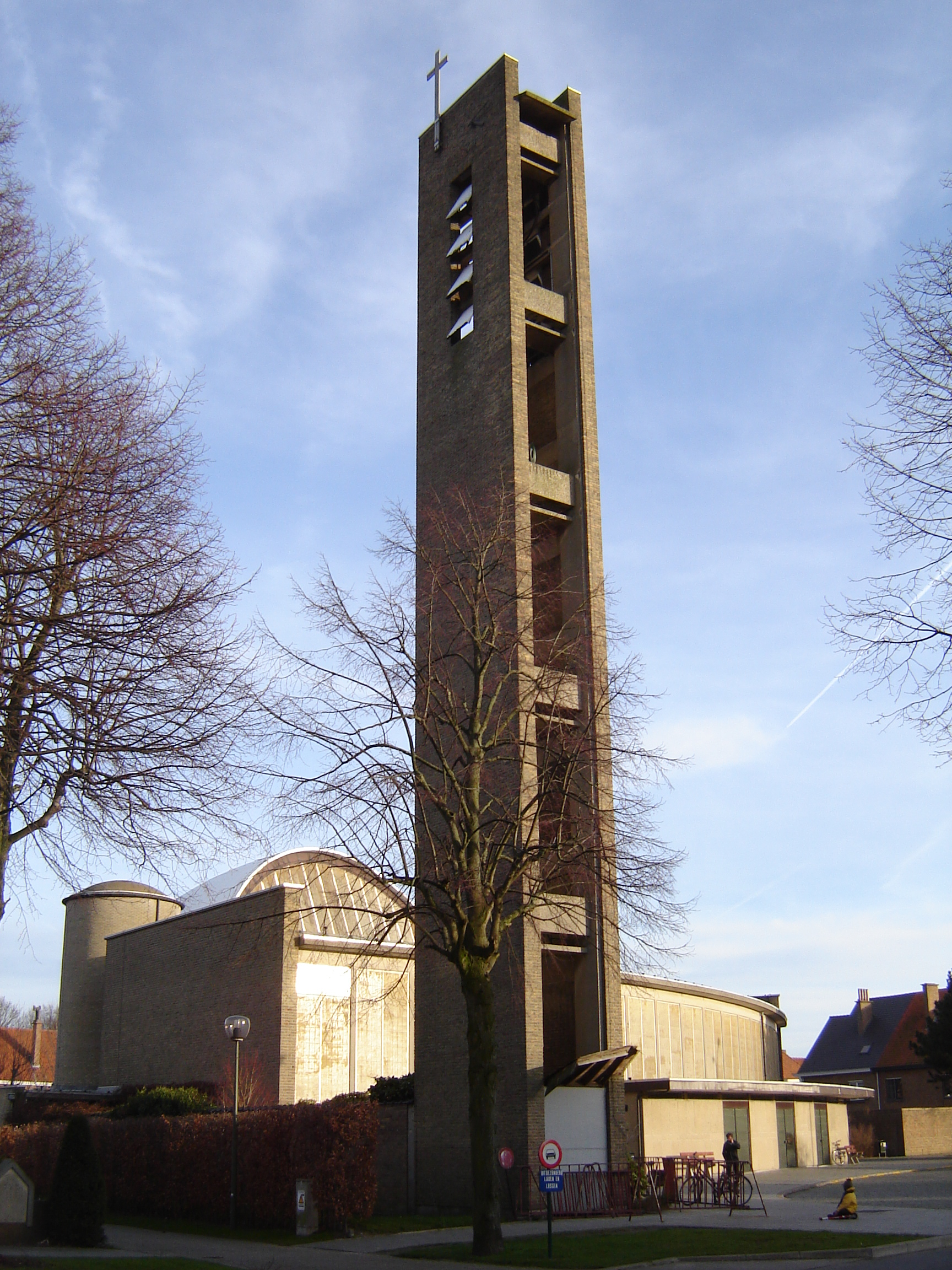
Sint-Pauluskerk

De Sint-Pauluskerk is een rooms-katholieke kerk in de tot de West-Vlaamse stad Brugge behorende wijk Sint-Pieters-op-den-Dijk, gelegen aan de Sint-Paulusstraat.

## Geschiedenis
Deze kerk werd gebouwd als hulpkerk van de Sint-Pietersparochie. In 1969 werd de kerk ingewijd. Het is een ontwerp van Isidoor Hintjens en Jozef Beyne.
Het is een zaalkerk welke voorzien is van een koepel en een losstaande bakstenen klokkentoren.